# یوئل کینامان
جوئل کینامن (به سوئدی: Joel Kinnaman) (زاده ۲۵ نوامبر ۱۹۷۹) بازیگر سوئدی-آمریکایی است. از فیلم‌های معروف او می‌توان به بازی در فیلم پلیس آهنی اشاره کرد.

## فیلم‌شناسی

### سینما
| سال  | عنوان                      | نقش                    | یادداشت‌ها                     |
| ---- | -------------------------- | ---------------------- | ----------------------------- |
| ۲۰۰۲ | نامرئی                     | کالی                   |                               |
| ۲۰۰۳ | هانا با اچ                 | اریک                   |                               |
| ۲۰۰۵ | خدا پادشاه را حفظ کند      | دیکان                  |                               |
| ۲۰۰۵ | طوفان                      | بارتِندر                |                               |
| ۲۰۰۷ | آرن: شوالیه معبد           | اسورکر کارلسن          |                               |
| ۲۰۰۸ | آرن: پادشاهی در انتهای راه | اسورکر کارلسن          |                               |
| ۲۰۰۹ | در رگ‌های تو                | اریک                   |                               |
| ۲۰۱۰ | پول مفت                    | یوهان وستلاند          | جایزه گلدبگ بهترین بازیگر مرد |
| ۲۰۱۱ | دختری با خالکوبی اژدها     | کریستر مالْم            |                               |
| ۲۰۱۱ | تاریک‌ترین ساعت             | اسکیلر                 |                               |
| ۲۰۱۲ | خانه امن                   | کلر                    |                               |
| ۲۰۱۲ | لولا در مقابل              | لوک                    |                               |
| ۲۰۱۲ | پول مفت ۲: سخت‌کش           | یوهان جی‌دبیلو وستلاند  |                               |
| ۲۰۱۳ | پول مفت ۳: زندگی لوکس      | یوهان جی‌دبیلو وستلاند  |                               |
| ۲۰۱۳ | پلیس آهنی                  | الکس مورفی / پلیس آهنی |                               |
| ۲۰۱۵ | شوالیه جام‌ها               | ارول                   |                               |
| ۲۰۱۵ | فرار در سراسر شب           | مایک کانلون            |                               |
| ۲۰۱۵ | کودک ۴۴                    | واسیلیج نیکیتین        |                               |
| ۲۰۱۶ | جوخه انتحار                | ریک فلگ                |                               |
| ۲۰۱۶ | لبه زمستان                 | الیوت بیکر             |                               |
| ۲۰۱۹ | خبرچین                     | پیت کسلو               |                               |
| ۲۰۲۰ | برادران خونی               | مایکل فلاد             |                               |
| ۲۰۲۰ | رازهایی که نگه می‌داریم     | توماس                  |                               |
| ۲۰۲۱ | جوخه انتحار                | ریک فلگ                |                               |
| ۲۰۲۳ | همدردی با شیطان            | راننده                 |                               |
| ۲۰۲۳ | شب آرام                    | توماس                  |                               |
| ۲۰۲۴ | ساعت سکوت                  | فرانک شاو              |                               |

### تلویزیون
| سال        | عنوان            | نقش            | یادداشت                                                                    |
| ---------- | ---------------- | -------------- | -------------------------------------------------------------------------- |
| ۲۰۱۱-۲۰۱۴  | کشتن             | استفن هولدر    | ۴۴ قسمت نامزد - جایزه ساترن بهترین بازیگر نقش مکمل مرد در مجموعه تلویزیونی |
| ۲۰۱۶-۲۰۱۷  | خانه پوشالی      | ویلیام کانوی   | ۱۵ قسمت                                                                    |
| ۲۰۱۸       | کربن تغییر یافته | الیاس ریکر     | ۱۰ قسمت                                                                    |
| ۲۰۱۹       | هانا             | اریک هلر       | ۸ قسمت                                                                     |
| ۲۰۱۹-اکنون | برای تمام بشریت  | ادوارد بالدوین | ۲۰ قسمت                                                                    |
| ۲۰۲۱       | تحت درمان        | آدام           |                                                                            |